# Helgi y Grim Njalsson
Helgi Njalsson (974-1011) y Grím Njalsson (978-1011) fueron dos vikingos de Islandia, personajes históricos de finales del siglo X que aparecen principalmente en la saga de Njál, ambos hijos del caudillo Njáll Þorgeirsson.
La saga menciona que navegaron desde Islandia hacia las islas británicas con fines comerciales y que fueron presa de los vikingos Snaekólf y Grjótgard Moddansson; pero en el último momento apareció una flota de vikingos de las Orcadas comandados por Kári Sölmundarson, un miembro del hird del jarl Sigurd el Fuerte que les prestó ayuda y quedó prendado de la valentía de los hermanos en batalla.
Los hermanos pasaron el invierno siguiente con el jarl Sigurd y le prestaron ayuda en sus expediciones a Escocia donde había focos de resistencia contra la dominación hiberno-nórdica, consiguiendo la retirada del enemigo y el agradecimiento del jarl que les dio una espada y una lanza con incrustaciones de oro a Kári, un anillo de oro y una capa a Helgi y una espada y un escudo a Grím. Posteriormente los tres se dirigieron a Noruega para ofrecer tributo al jarl de Lade, Haakon Jarl.
En Noruega fueron bien recibidos pero inmersos en un sucio conflicto con un personaje intrigante llamado Hrapp, donde también se vio implicado Thrain Sigfusson. Fueron apresados y condenados a muerte pero Kári intervino a su favor y tuvo el respaldo de Eirik Håkonsson, hijo del jarl.
Más tarde acompañaron a Kári en actividades vikingas y atacaron Anglesey, las Hébridas y Bretland consiguiendo un gran botín. También se enfrentaron a Gofraid mac Arailt, rey vikingo de Man y mataron a su hijo Dungal. Luego todos juntos regresaron a Islandia donde Kári casó con una de las hijas de Njál, Helga.
Las relaciones de los hijos de Njál con Thrain se deterioran hasta el punto de matarle, un hecho que junto a la muerte de su hijo Hoskuld Thrainsson años más tarde (por otro lado apadrinado del mismo Njál a quien amaba como un hijo más), desembocaría en la quema de la hacienda de Njál, en Bergþórshvoll, y la muerte de muchos miembros de su clan familiar, entre ellos Skarphedin Njalsson, Helgi y Grím.